# التعقب (فلم)
التعقب (بالإنجليزية:Backtrace) فيلم دراما وجريمة أمريكي تم إنتاجه عام 2018. من إخراج بريان إيه ميلر وبطولة سيلفستر ستالون وماثيو مودين ورايان جوزمان. تم عرض الفيلم في السينما وإنتاجه على أشرطة فيديو في 14 ديسيمبر 2018 في الولايات المتحدة. تم تصوير الفيلم في سافانا ، جورجيا لمدة 12 يومًا. تم إصدار الفيلم التعقب على دي في دي وبلو راي في 11 ديسمبر 2018. حقق الفيلم صفر دولار في أمريكا الشمالية و488,148 دولار في بلدان أخرى، بالإضافة إلى 717,998 ألف دولار مع مبيعات لمحلية للفيلم.

## القصة
بعد تعرضه لإصابة دماغية من سرقة بنك ، أصيب ماكدونالد (ماثيو مودين) بفقدان الذاكرة ووضع في جناح الأمراض النفسية في السجن. بعد عامه السابع في التقييم ، أجبره نزيل وطبيب جناح (ريان جوزمان وميدو ويليامز) على الهروب من السجن وحقنه بمصل يجبره على استعادة الحياة التي نسيها. يجب على ماكدونالد الآن أن يراوغ محققًا محليًا (سيلفستر ستالون) وعميل مكتب التحقيقات الفيدرالي المشدد (كريستوفر ماكدونالد) والآثار الجانبية الخطيرة للمخدرات من أجل استرداد الأموال المسروقة أثناء مواجهة ماضيه.

## طاقم الفيلم
- سيلفستر ستالون بدور المخبر سايكس
- ماثيو مودين بدور ماكدونالد
- ريان جوزمان بدور لوكاس
- ميادو ويليامز بدور دكتور ايرين
- كريستوفر ماكدونالد بدور عميل فيدرالي فارنكس
- كولين إغليسفيلد بدور المحقق كارتر
- جينا ويليس بدور المحققة باي
- تايلر جاي أولسون فارين
- ليديا هال بدور الدكتور نيكولس

## الإنتقادات
تلقى الفيلم آراء سلبية بأغلبية ساحقة من النقاد الذي انتقدوا قصة الفيلم. إحد المواقع على شبكة الإنترنت (موقع Rotten Tomatoes ) أظهر أن نسبة رضا الجمهور عن الفيلم لم تتجاوز 11٪ ، بناءً على 9 مراجعات ، بمتوسط تقييم 1.84 / 10.
1. ↑  New Trailer for Sylvester Stallone's Backtrace Brings the Pain to VOD نسخة محفوظة 2020-09-09 على موقع واي باك مشين.
2. ↑  "Movie Review: Stallone is back on the beat with "Backtrace"". 7 ديسمبر 2018. مؤرشف من الأصل في 2020-07-26.
3. ↑  "Sylvester Stallone, Matthew Modine, Colin Egglesfield movie filming in Savannah" (بالإنجليزية). Archived from the original on 2018-03-16. Retrieved 2020-09-15.
4. ↑  https://www.islandpacket.com/entertainment/movies-news-reviews/article198604349.html#:~:text=A%20movie%20starring%20Sylvester%20Stallone,casting%20extras%20for%20%E2%80%9CBacktrace.%E2%80%9D نسخة محفوظة 2019-05-07 على موقع واي باك مشين.
5. ↑  "Film Review: 'Backtrace'". 14 ديسمبر 2018. مؤرشف من الأصل في 2020-08-18.
6. ↑  "Backtrace". روتن توميتوز. فاندانغو  [لغات أخرى]‏. مؤرشف من الأصل في 2020-07-26. اطلع عليه بتاريخ 2019-08-04.{{استشهاد ويب}}:  صيانة الاستشهاد: علامات ترقيم زائدة (link)

## روابط خارجية
- التعقب (فلم) في روتن توميتوز.
- [http://www.metacritic.com/movie/backtrace

```
التعقب (فلم)] في 
موقع ميتاكريتيك.
```